# Maurice Garin
Maurice Garin (Arvier, Italia, 3 de marzo de 1871 - Lens, 19 de febrero de 1957) fue un ciclista francés que pasó a la historia por ser el primer vencedor del Tour de Francia en 1903.

## Biografía
Italiano de nacimiento, aunque posteriormente nacionalizado francés en diciembre de 1901, Maurice Garin, como otros tantos jóvenes del Valle de Aosta se ganaba la vida cruzando la frontera para trabajar de "ramoneur" (deshollinador), en diferentes ciudades francesas. Debido a su humilde oficio y a sus reducidas medidas (1,62 m y 60 kg) fue conocido con el sobrenombre de "petit ramoneur", "le petit matelot" y "le bouledogue blanc".
Se hizo ciclista en su juventud y logró vencer en el primer Tour de Francia 1903 a los 32 años, siendo, además, líder desde la primera etapa hasta la última. Después de su descalificación del Tour de Francia 1904 por hacer parte del recorrido en coche, fue suspendido dos años y dejó la competición después de una veintena de victorias.
Se instaló entonces en Lens donde tuvo un taller de reparación y después de la Segunda Guerra Mundial creó un equipo, el «Garin». Bajo los colores rojo y blanco del equipo «Garin» el neerlandés Piet Van Est ganó la Burdeos-París en 1950 y 1952. Maurice Garín murió en Lens el 19 de febrero de 1957 y su recuerdo aún perdura en esta villa del norte de Francia, que puso su nombre al velódromo local. En 2003 coincidiendo con el centenario de su victoria en el Tour de Francia, una calle de Maubeuge fue renombrada también en honor suyo.
Maurice tenía dos hermanos, ciclistas profesionales igualmente:
- Ambroise, 2.º de la París-Roubaix de 1901 (3.º en 1899) y 3.º de la Burdeos-Paris de 1902.
- César, 2.º en la París-Roubaix de 1904 y 3.º en la Burdeos-Paris de 1900.

Fue designado como uno de los ciclistas más destacados de la historia al ser elegido en el año 2002 para formar parte de la Sesión Inaugural del Salón de la Fama de la UCI.

## Palmarés

### Ruta
| 1897 - París-Roubaix 1898 - París-Roubaix 1901 - París-Brest-París | 1902 - Burdeos-París 1903 - Tour de Francia, más 3 etapas |

### Pista
1893
- 800 kilómetros de París

1894
- 24 horas de Lieja

1895

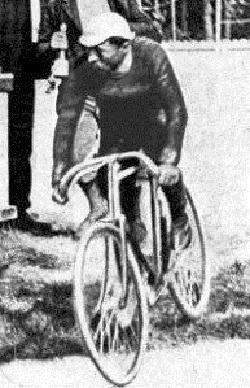
Maurice Garin (1897).

- Veinticuatro horas de las Artes libres de París
- Plusmarquista del mundo de los 500 km sobre ruta detrás de un entrenador humano: 15 h 02' 32", entre el 3 y el 4 de febrero

1898
- 50 kilómetros de Ostende (sobre pista)

## Resultados en Grandes Vueltas

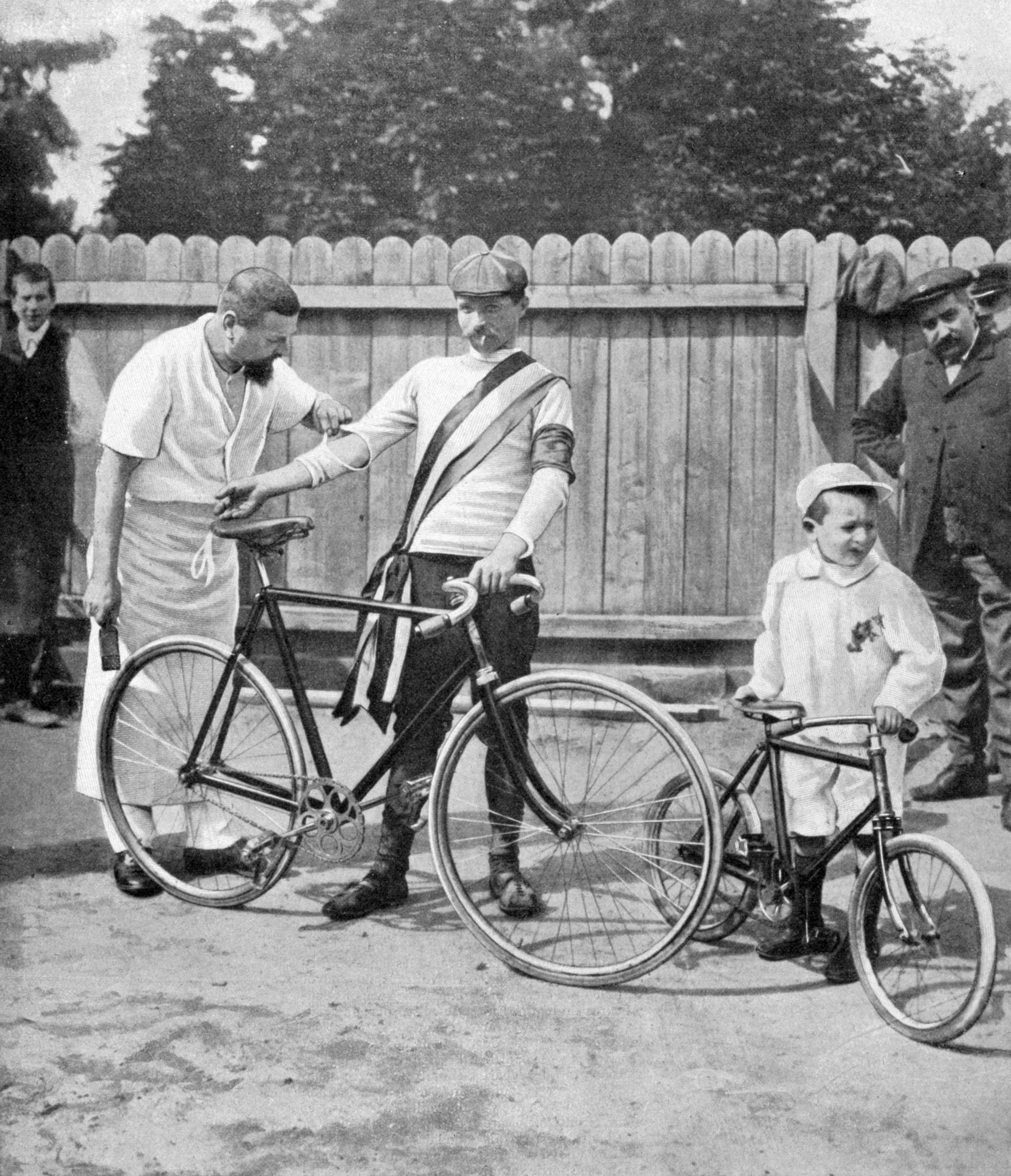
Con su ayudante y su hijo en 1903.

Durante su carrera deportiva ha conseguido los siguientes puestos en las Grandes Vueltas:
| Carrera         | 1901 | 1902 | 1903 | 1904  |
| --------------- | ---- | ---- | ---- | ----- |
| Giro de Italia  | X    | X    | X    | X     |
| Tour de Francia | X    | X    | 1º   | Desq. |
| Vuelta a España | X    | X    | X    | X     |

Desq.: Descalificado por la organización

X: no hubo edición 

Ab.: abandono

## Citas
Invitado a dar la salida del Tour de 1953, Maurice Garin, con buen aspecto a pesar de sus 82 años, se contentó con una breve alocución: "Mis jóvenes amigos, jamás podréis comprender las dificultades que tuvimos que afrontar con nuestras máquinas rudimentarias, sobre carreteras imposibles. Estas eran más hostiles que nuestros enemigos y, sin embargo, cuántos bellos recuerdos han dejado en mí. El recuerdo de una gloria jamás empañada, de una vida que no hubiera alcanzado sin la bicicleta y, sobre todo, de una promoción social inesperada".
Maurice Garin dijo en 1902 a un periodista: "Antes que campeón soy un hombre del pueblo. No sabía que estas dos nociones se harían consustanciales al deporte ciclista".